# Vanesa Esteban
Vanesa Esteban Vázquez es una investigadora clínica en alergología en el Instituto de Investigación Sanitaria Fundación Jiménez Díaz. Su trabajo se especializa en el ámbito de las alergias, sobre todo en las más agudas.

## Estudios
Se licenció en biología, por la Universidad Autónoma de Madrid (UAM) en el año 2000. Después se doctoró por la UAM en Ciencias de la Vida con un premio extraordinario en el año 2012.

## Experiencia laboral
Después de obtener su doctorado, trabajó en Copenhague donde fue capaz de desarrollar un estudio acerca de las reacciones alérgicas observadas desde el compartimento vascular.

## Artículos
El aspecto más relevante como investigadora, es el gran registro de publicaciones científicas en el campo de las enfermedades vasculares. Sus artículos hablan principalmente acerca del comportamiento molecular y celular del sistema vascular al momento de padecer anafilaxia, la alergia más grave, de rápida aparición y que puede causar la muerte.
En el año 2013, durante su estancia en Dinamarca, comenzó el proyecto "Estudio de anafilaxia más allá del componente inmune: implicación del sistema cardiovascular en el microambiente de la reacción" que después fue premiado con una Ayuda Merck de Investigación en el año 2016.

## Logros
En 2016, junto con otras cuatro jóvenes científicas, fue ganadora de la beca de investigación LÓreal-UNESCO Mujeres en Ciencia (FWIS). Vanesa recibió 15,000 euros con el fin de generar desarrollos útiles que puedan mejorar la vida de personas.
Actualmente, estudia el comportamiento de los vasos sanguíneos en caso de anafilaxia en el Instituto de Investigación Sanitaria Fundación Jiménez Díaz. 